# Upma

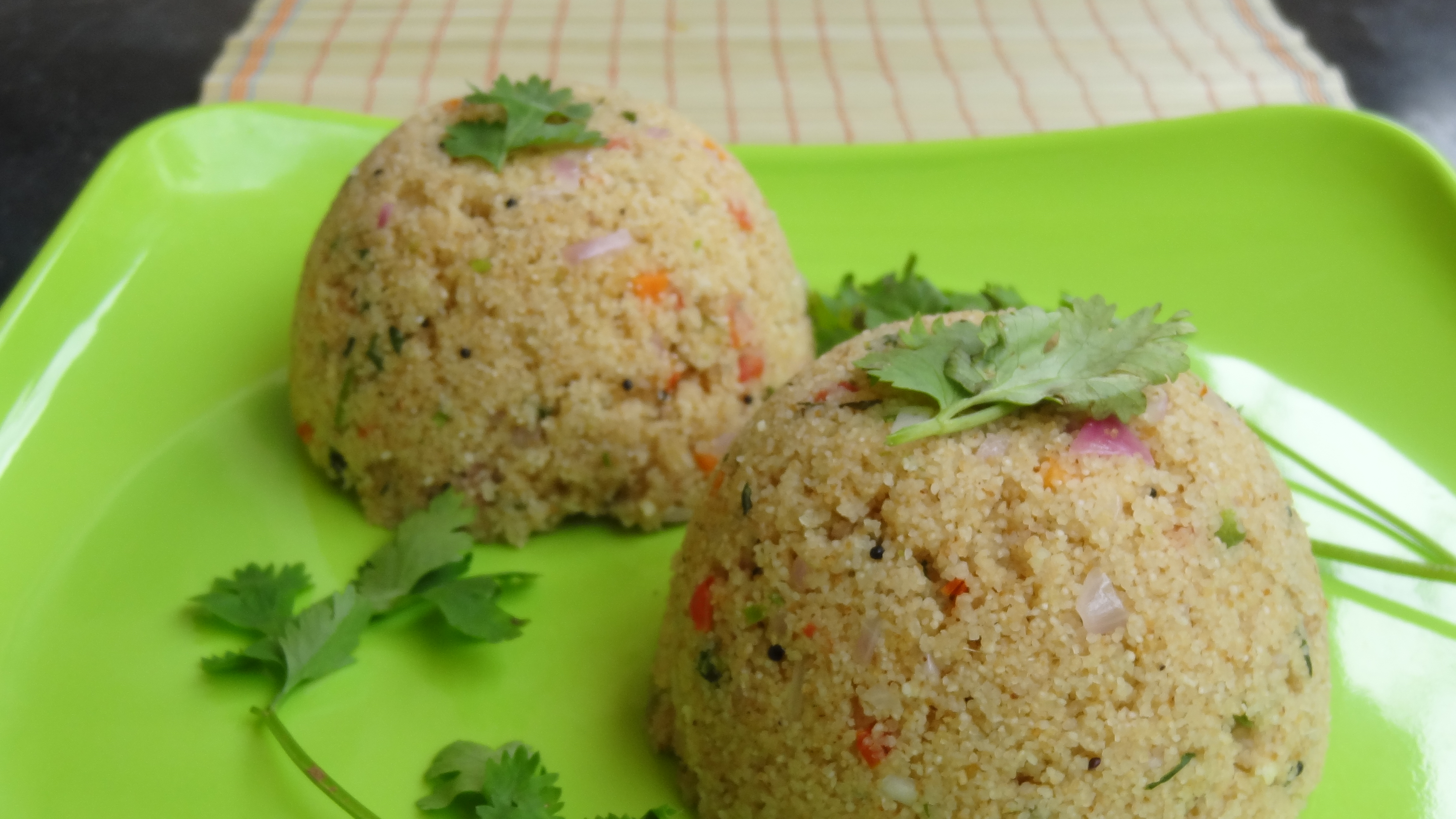
Upma mit Grieß

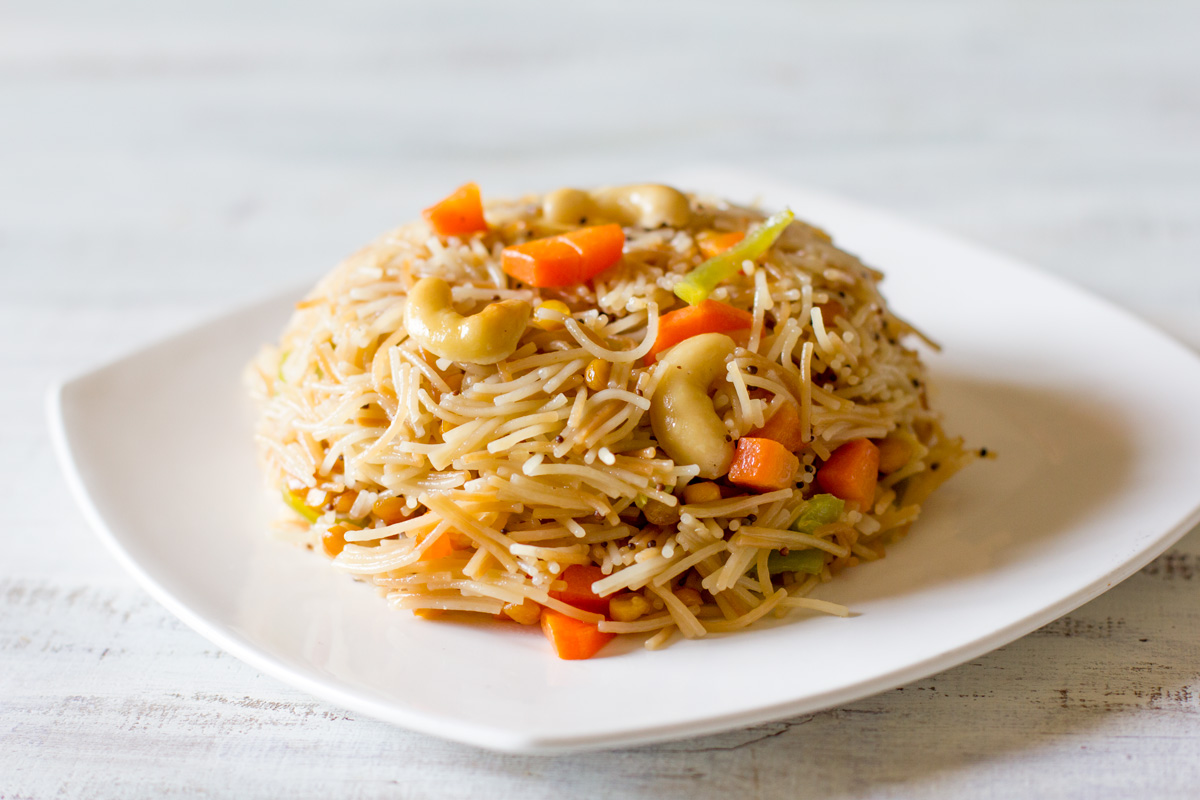
Upma mit Vermicelli

Upma, auch Uppumavu oder Uppittu, Hindi उपमा, Tamil உப்புமா, ist als Form von Grießbrei ein traditionelles Gericht aus Südindien und Sri Lanka mit der Grundzutat gerösteter Grieß. Upma wird dort häufig zum Frühstück oder Abendessen gegessen. Die Zutaten können ebenso wie die Gewürze stark variieren, es gibt auch Variationen mit Nudeln statt Grieß und inzwischen auch Rezepte mit nichtlokalen Zutaten.

## Zutatenvariationen aus verschiedenen Rezepten
- Kichererbsen, Urdbohnen, Cashewnüsse, Chili, Senfkörner, Curryblätter, Ingwer, Zwiebel, Koriander, Salz, Pfeffer
- Rote Linsen, Zwiebel, Cashewnüsse, Erdnüsse, Ingwer, Senfkörner, Kreuzkümmel, Curryblätter, Koriander, Kurkuma, Salz<
- Kichererbsen, Urdbohnen, Zwiebeln, Cashewnüsse, Kokosflocken, Zimtstangen, Chili, Senfkörner, Kreuzkümmel, Curryblätter, Koriander, Kurkuma, Zitronensaft, Salz, Pfeffer
- Urdbohnen, Erdnüsse, Zwiebel, Karotten, Tomaten, Grüne Bohnen, Senfkörner, Kreuzkümmel, Koriander, Salz